# Olympische Sommerspiele 1960/Teilnehmer (Afghanistan)
| Gelbes Symbol für Goldmedaillen mit stilisierten Olympischen Ringen | Graues Symbol für Silbermedaillen mit stilisierten Olympischen Ringen | Braundes Symbol für Bronzemedaillen mit stilisierten Olympischen Ringen |
| ------------------------------------------------------------------- | --------------------------------------------------------------------- | ----------------------------------------------------------------------- |
| —                                                                   | —                                                                     | —                                                                       |

Afghanistan nahm bei den Olympischen Sommerspielen 1960 in der italienischen Hauptstadt Rom zum vierten Mal an Olympischen Spielen teil. Die Delegation umfasste zwölf Sportler, die in den Sportarten Leichtathletik und Ringen an den Start gingen.

## Teilnehmer nach Sportarten

### Leichtathletik
- Abdul Ghafar Ghafoori
Männer, 4 × 100 m Staffel → ausgeschieden als Vierte im Vorlauf (44,4 s)
- Abdul Hadi Shekaib
Männer, 100 m → ausgeschieden als Siebter im Vorlauf (11,6 s)
Männer, 4 × 100 m Staffel → ausgeschieden als Vierte im Vorlauf (44,4 s)
- Abdul Hakim Wardak
Männer, 110 m Hürden → zurückgezogen
Männer, Speerwerfen → ausgeschieden als 28. der Qualifikation (54,20 m)
- Zaid Ali Ahmed Yusuf
Männer, 200 m → ausgeschieden als Sechster im Vorlauf (23,1 s)
Männer, 4 × 100 m Staffel → ausgeschieden als Vierte im Vorlauf (44,4 s)
- Syed Habib Zareef
Männer, 400 m → ausgeschieden als Siebter im Vorlauf (53,8 s)
Männer, 4 × 100 m Staffel → ausgeschieden als Vierte im Vorlauf (44,4 s)

### Ringen
- Sultan Mohamad Dost
Männer, Freistil, Weltergewicht (– 73 kg) → 2. Runde
- Ghulam Mohiddin Gunga
Männer, Freistil, Halbschwergewicht (– 87 kg) → 2. Runde
- Mohamad Ibrahim Kederi
Männer, Freistil, Federgewicht (– 62 kg) → 2. Runde
- Faiz Mohammed Askar
Männer, Freistil, Fliegengewicht (– 52 kg) → 2. Runde
- Amir Jan Khalunder
Männer, Freistil, Leichtgewicht (– 67 kg) → 2. Runde
- Mohamad Asif Khokan
Männer, Freistil, Mittelgewicht (– 79 kg) → 3. Runde
- Nizamuddin Subhani
Männer, Freistil, Schwergewicht (über 87 kg) → 2. Runde